# Flussbadeanstalt Wülfel

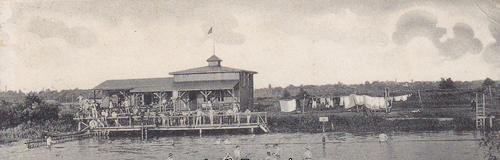
Die Flussbadeanstalt der Gemeinde Wülfel vor Hannover.
Ausschnitt einer Ansichtskarte von dem Bademeister Adolf Scheverling, hier als im Februar 1916 gestempelte Feldpostkarte

Die Flussbadeanstalt Wülfel in Hannover war im 20. Jahrhundert eine städtische Badeanstalt, die als Flussbadeanstalt an der Leine im hannoverschen Stadtteil Wülfel unterhalten wurde. Standort der Sporteinrichtung war die Adresse des Vereins Paddelklub Niedersachsen (PkN) in der Wilkenburger Straße 38.

## Geschichte
Die Flussbadeanstalt in Wülfel wurde schon zu Beginn des 20. Jahrhunderts betrieben, bevor der seinerzeitige Industrievorort Wülfel am 1. Oktober 1907 nach Hannover eingemeindet wurde.
Nach der Machtergreifung durch die Nationalsozialisten 1933 gründete sich der Verein Paddelklub Niedersachsen im November desselben Jahres auf dem Gelände zwischen der Flussbadeanstalt und dem Naturschutzgebiet „An der Lust“ in den Maschwiesen.
Durch die Luftangriffe auf Hannover im Zweiten Weltkrieg waren die meisten Sportstätten der Stadt wie beispielsweise das Goseriedebad oder öffentliche Badeanstalten durch Fliegerbomben dermaßen zerstört worden, dass sich hannoversche Badewillige schon zur Zeit der Britischen Militärregierung ab Sommer 1945 entweder zur Flussbadeanstalt in Wülfel oder zum Solebad in Badenstedt aufmachen mussten.
Infolge des Wirtschaftswachstums in der Nachkriegszeit war die Verschmutzung der Leine bereits in den 1950er Jahren mit Umweltgiften derartig angestiegen, dass auch die Flussbadeanstalt in Wülfel am 10. Juli 1954 als nunmehr letzte verbliebene Flussbadeanstalt der niedersächsischen Landeshauptstadt geschlossen werden musste. Einen Teil des Geländes der Badeanstalt pachtete nun der Paddelklub Niedersachsen, der an Stelle der alten Gebäude der Badeanstalt einen Bootsschuppen und andere Bauten errichtete, die zum Teil noch heute bestehen.

## Archivalien
Archivalien von und über die Flussbadeanstalt Wülfel finden sich beispielsweise
- im Stadtarchiv Hannover als Verzeichnung Badeanstalten: Städtische Badeanstalten: Flußbadeanstalten: Flußbadeanstalt der früheren Vorortgemeinde in Wülfel,
  - 1901–1907, Bd. I, Archivsignatur StadtA H 1.HR.10 Nr. 1186 (alte Signatur X.B.5.b.1.16)[1]
  - 1907–1953, Bd. 2, Archivsignatur  StadtA H 1.HR.10 Nr. 1187 (alte Signatur X.B.5.b.1.16), enthält unter anderem  2 Schwarz-Weiß-Fotos als Gesamtsicht mit Badenden, eine Dienstanweisung für den Pächter, Einnahmen, und den Pachtvertrag.[7]
  - 1903–1913: Haftpflichtversicherung; Archivsignatur  StadtA H 1.HR.10 Nr. 1189 (alte Signatur X.B.5.b.1.16IIa)[8]